# Bítov (Přehýšov)
Bítov je malá vesnice, část obce Přehýšov v okrese Plzeň-sever v Plzeňském kraji. Nachází se 2,5 kilometru západně od Přehýšova. Je zde evidováno 36 adres. V roce 2011 zde trvale žilo 59 obyvatel.
Bítov leží v katastrálním území Bítov u Přehýšova o rozloze 3,13 km2.

## Historie
První písemná zmínka o vesnici pochází z roku 1272.

## Obyvatelstvo
| Rok            | 1869 | 1880 | 1890 | 1900 | 1910 | 1921 | 1930 | 1950 | 1961 | 1970 | 1980 | 1991 | 2001 | 2011 | 2021 |
| -------------- | ---- | ---- | ---- | ---- | ---- | ---- | ---- | ---- | ---- | ---- | ---- | ---- | ---- | ---- | ---- |
| Počet obyvatel | 213  | 234  | 249  | 201  | 167  | 186  | 152  | 121  | 97   | 73   | 62   | 42   | 48   | 59   | 56   |
| Počet domů     | 26   | 31   | 31   | 30   | 34   | 33   | 36   | 38   | 38   | 23   | 26   | 26   | 26   | 30   | 33   |

## Obecní správa
Při sčítání lidu v letech 1869–1950 Bítov byl samostatnou obcí, se kterým patřil nejprve do okresu Stříbro, ale v roce 1950 v okrese Stod. Od roku 1960 je částí obce Přehýšov v okrese Plzeň-sever.

## Galerie

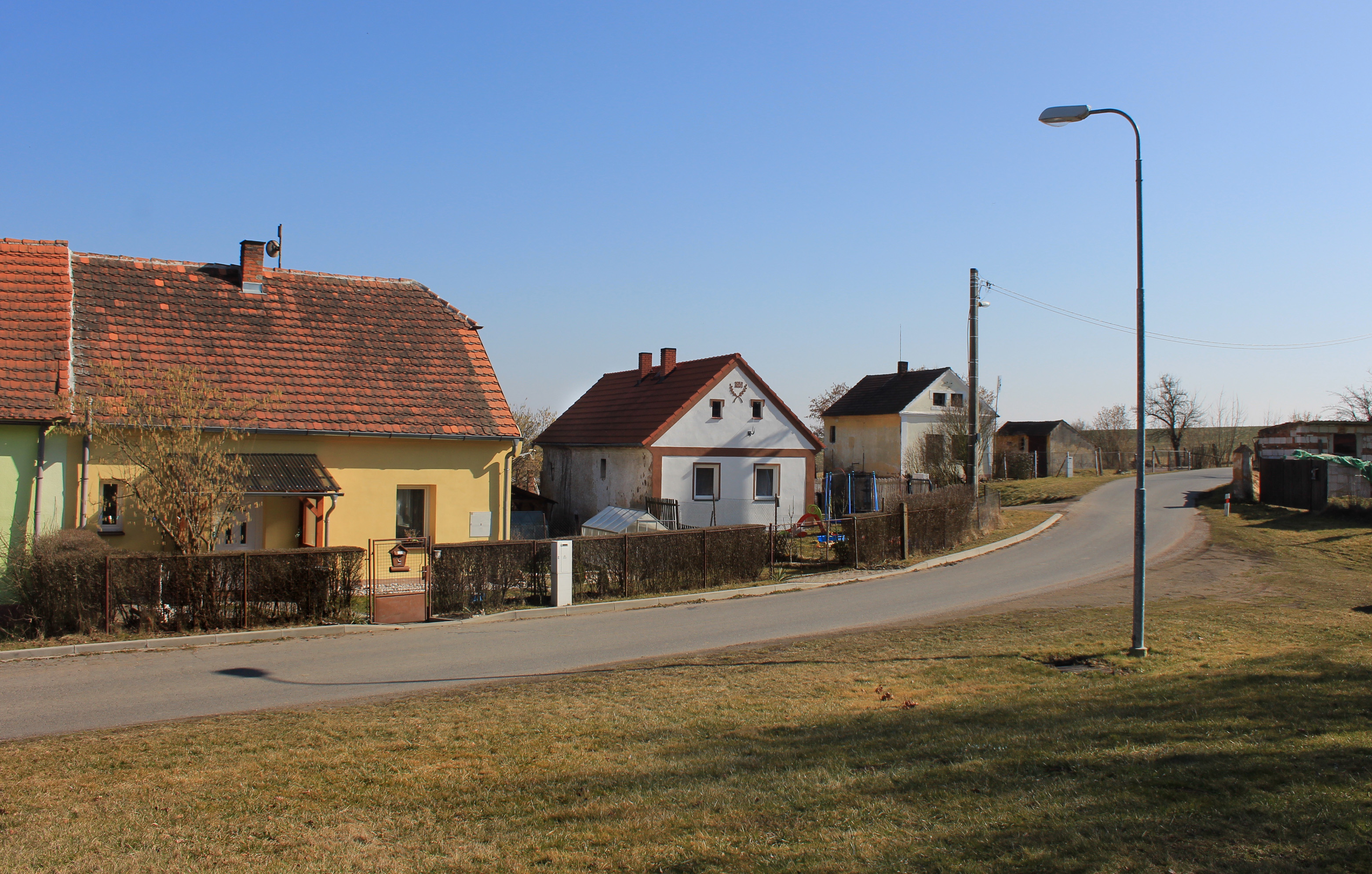
Severní část vsi
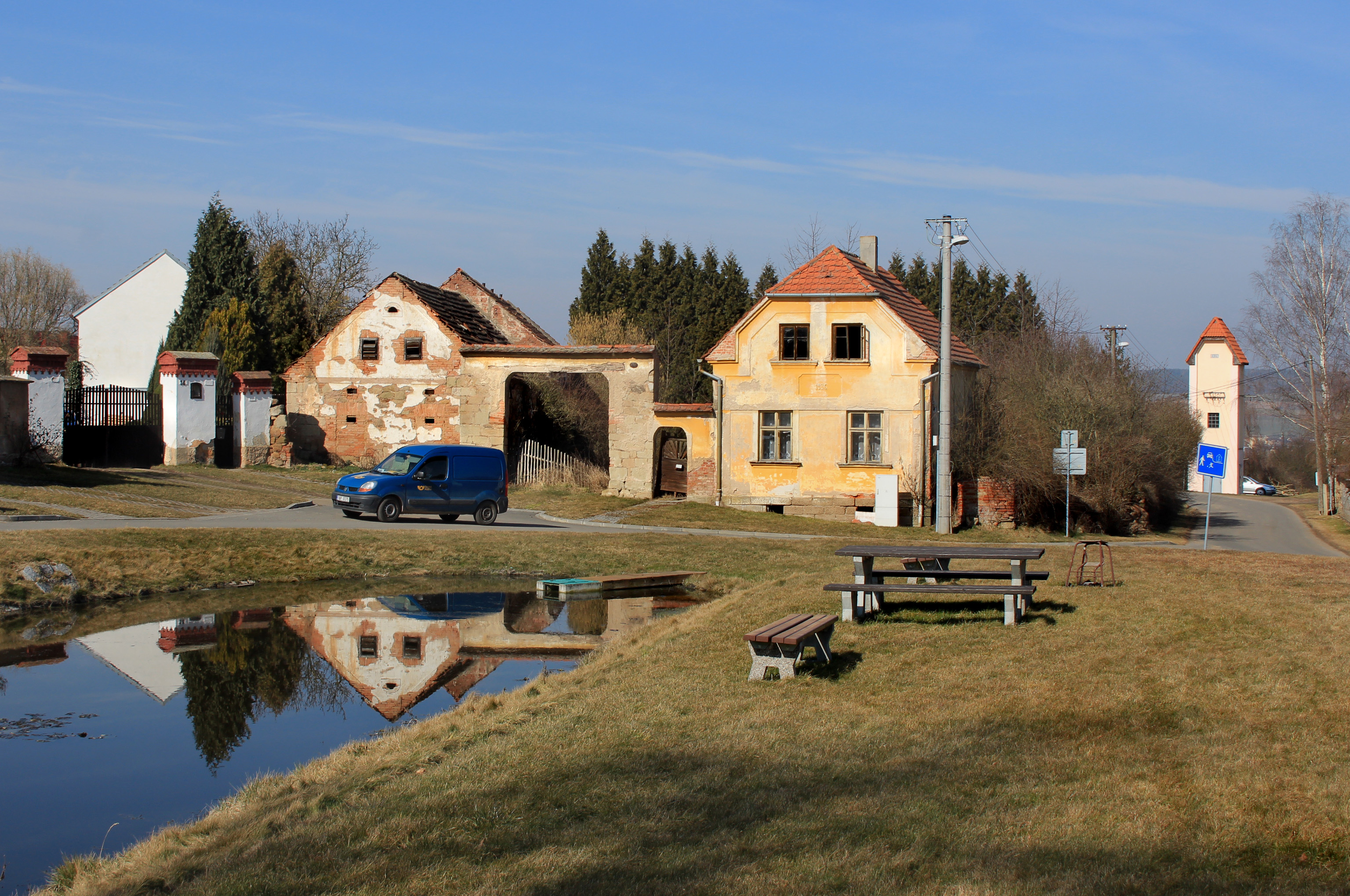
Rybník na návsi
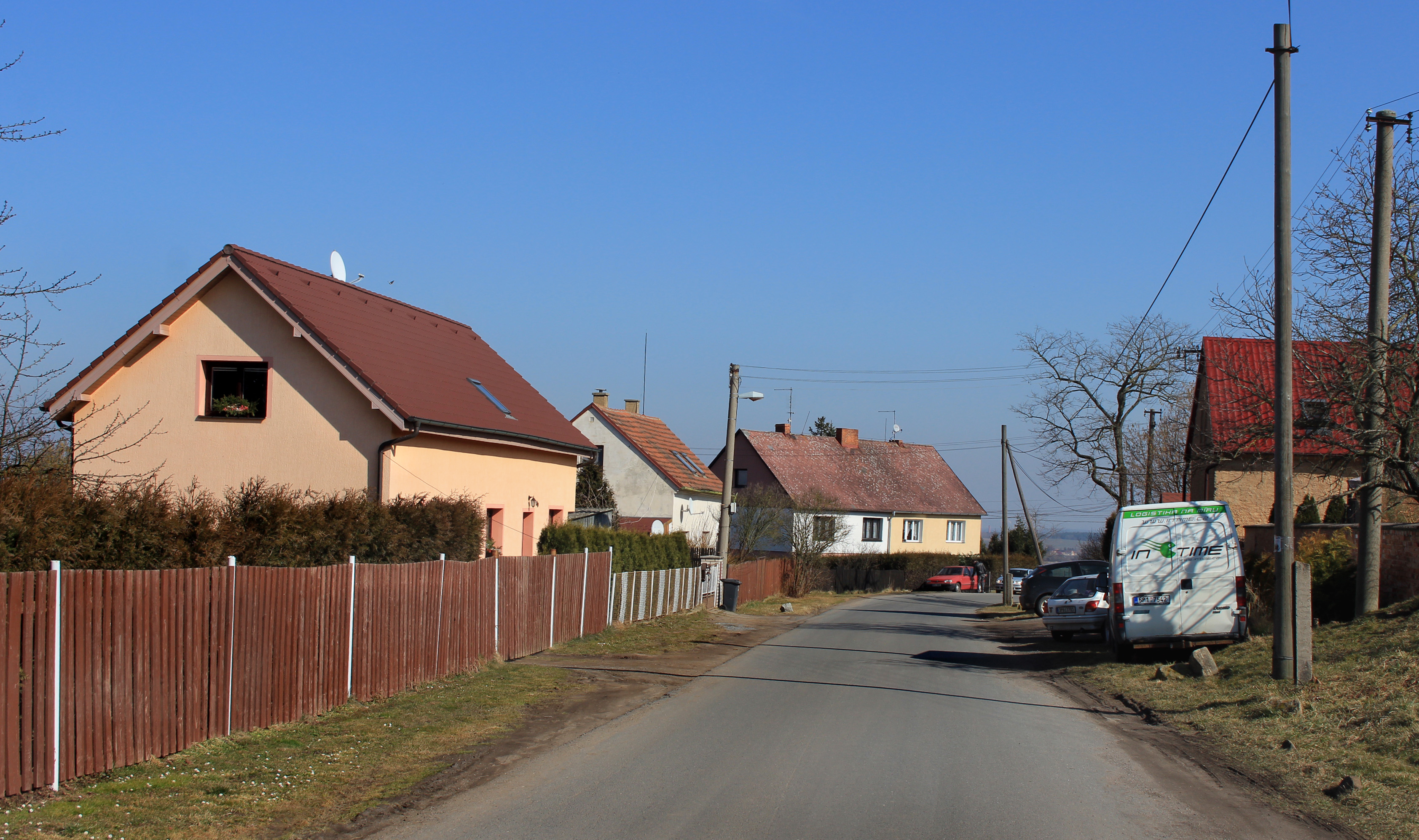
Příjezd ke vsi od západu